# KIF22
KIF22‏ (Kinesin family member 22) هوَ بروتين يُشَفر بواسطة جين KIF22 في الإنسان.